# 第一二海軍航空隊
第一二海軍航空隊（だいひとふたかいぐんこうくうたい）は、日本海軍の部隊の一つ。太平洋戦争後期に技量低下が著しい第一南遣艦隊所属の艦上爆撃機搭乗員を養成するため編制したものだが、末期に近づくにつれて船団護衛や対潜哨戒任務にも駆り出され、末期には練習艦攻隊に改編された。
隊名が類似している第十二航空隊とは関連が無い。本航空隊の呼称を「第十二海軍航空隊」、または「第十二航空隊（十二空）」としている文献があるが、これらの呼称は誤りである。

## 沿革
太平洋戦争終盤、第一南遣艦隊に所属する航空隊は、相次ぐ戦力抽出と新兵投入のために技量低下が著しかった。昭和19年5月1日をもって、戦闘機練成隊の第一一海軍航空隊と艦上爆撃機練成隊の第一二海軍航空隊（以下「一二空」とする）をシンガポールに、陸上攻撃機練成隊の第一三海軍航空隊をマレー半島に設置し、独自に実用機教育と慣熟訓練を実施することとした。
- 昭和19年（1944年）5月1日 - 霞ヶ浦航空基地で編成しセレター飛行場で開隊[2]。その後コタバル、ツダウムを拠点[2]に練成に従事。
所管：横須賀鎮守府、原駐基地：霞ヶ浦航空基地と定められ[1]、海軍練習航空隊に指定される[3]。第一南遣艦隊附属。
- 昭和20年（1945年）1月20日 - 第十三航空艦隊の指揮権が第一南遣艦隊に移転。十三航艦附属に転籍。同日「南号作戦」発動。3月9日の作戦終了まで第一三海軍航空隊とともに船団護衛・対潜掃討に従事。
  - 2月5日 - 第十三航空艦隊は第十方面艦隊隷下となる[4]。
  - 3月10日 - 第十三航空艦隊の編制を抜本的に改正。一二空を乙航空隊（練習艦攻隊）に改編し、仮称「仏印海軍航空隊」として馬来海軍航空隊隷下[5]。
  - 5月15日 - 印支海軍航空隊が発足し解隊。

実施部隊である第三八一海軍航空隊や第九三六海軍航空隊を維持するため、3月の改編で機体をすべて放出していた。同時に乙航空隊となっていた第一一海軍航空隊と連合で印支空を新編したため、一二空は完全に消滅した。

## 主力機種
- 九九式艦上爆撃機

## 隊司令
1. 堀江朝茂 大佐：1944年5月1日[6] - 1945年5月15日[7]